# Toky kapitálu
Tok kapitálu (anglicky capital flow) představuje pohyb peněz sloužících k investování či obchodním záležitostem formou investičního kapitálu, což je kapitál určený pro provoz, výzkum a vývoj. Z makroekonomického pohledu tedy vláda vkládá prostředky z daňových příjmů do svých programů a do zahraničního obchodu. Soukromí investoři přesouvají ušetřený kapitál a investice do cenných papírů jako jsou akcie, podílové fondy a dluhopisy
Prostřednictvím kapitálového toku se dá obecně určit síla nebo slabost kapitálového trhu, a to především v uzavřených prostředích (jako akciový trh nebo federální rozpočet). Dále investoři mohou při zkoumání např. tempa růstu některých kapitálových toků (rizikových kapitálů, kapitálových výdajů) odhadnout budoucí investiční příležitosti i případná rizika.

## Historie

### Před první světovou válkou
Za posledních dvě stě let jsou světovými dominantními mezinárodními investory západoevropské národy, zejména Spojené království, Nizozemsko a Švýcarsko. Kapitál z těchto zemí byl investován do jejich vlastních a dalších evropských kolonií a dalších rozvojových zemí, nejprve na západní polokouli a nedávno na celém světě, zejména v Číně a Brazílii. Během 19. století Britové financovali transkontinentální železnice ve Spojených státech a Kanadě a stavěli obrovské zemědělské plantáže v Africe a Asii. Velká Británie a Nizozemsko dnes, stejně jako od koloniální doby, patří mezi největší přímé investory ve Spojených státech: Británie je největší, následovaná Japonskem, Německem, Nizozemskem a Francií. 

### Po první světové válce
Po první světové válce se USA staly převládajícím přímým investorem na světě a hrubě to tak zůstává. Od roku 2003 byla přímá zahraniční aktiva v USA více než dvojnásobná ve srovnání se Spojeným královstvím, dalším největším držitelem aktiv ve výši 2,7 bilionu USD a zatímco závazky z přímých zahraničních investic v USA činily 2,4 bilionu USD, což znamená čistou pozici přímých zahraničních investic ve výši 300 miliard USD. Během posledních dvou desetiletí se Spojené království opět stalo největším čistým přímým zahraničním investorem na světě, přičemž v roce 2003 převládalo okolo 600 miliard USD v čistých držbách za směnné kurzy. Po Spojeném království jsou Spojené státy, Japonsko, Švýcarsko a Nizozemí. Toky přímých zahraničních investic se kumulovaly s obrovskými mezinárodními podíly těchto pěti hlavních investorů.

## Kategorie kapitálových toků
Pohyby třídy aktiv se měří jako kapitálové toky mezi hotovostí, akciemi, dluhopisy a jinými finančními nástroji, zatímco změny rizikového kapitálu v souvislosti s investicemi do začínajících podniků. Toky vzájemných fondů sledují čisté přírůstky nebo výběry hotovosti ze širokých tříd fondů. Rozpočty kapitálových výdajů jsou zkoumány na podnikové úrovni za účelem sledování plánů růstu, zatímco federální rozpočty se řídí vládními výdajovými plány.

## Příklad kapitálových toků
Jeden z největších investičních trendů posledních několika let zahrnuje obrovské množství kapitálového toku z aktivního řízení do pasivních strategií, jako jsou fondy obchodované na burze (ETF). Za leden 2018 do investičních pasivních fondů USA teklo 41,2 miliard dolarů investora kapitálu, což v prosinci překonalo příliv 22,5 miliard dolarů. Mezitím z aktivních zdrojů vyteklo 24,1 miliard dolarů ve srovnání s 16,3 miliardami dolarů v prosinci. Cesta kapitálových toků se také přesunula do jiných tříd aktiv. Například kategorie zdanitelných dluhopisů se ukázala jako nejoblíbenější v lednu, když zaznamenala příliv 47,0 miliard dolarů, přičemž aktivní a pasivní čerpání téměř stejného kapitálu.

## Příliv kapitálu
Příliv kapitálu (anglicky capital inflow) nebo také příliv peněz či přiliv zisků je jev, při kterém se finance ve formě investic přesouvají do prosperujícího státu. Země, která je příjemcem přílivu, se nejčastěji nazývá hostitelská země. Státy, které posílají nebo investují počáteční prostředky se nejčastěji nazývají země původu. 

### Způsoby přílivu kapitálu
K přílivu kapitálu dosahují země čtyřmi způsoby, k přímým zahraničním investicím dochází, když nadnárodní společnosti nakupují hmotný majetek v hostitelské zemi, například ve formě nákupu přímo místní společnosti nebo výstavby místního výrobního závodu. Může se také jednat o portfoliové investice do cenných papírů hostitelské země, to by zahrnovalo dluhopisy a akcie, které mohou nakupovat například mezinárodní banky, zahraniční rezidenti, pojišťovny, penzijní fondy. Třetím způsobem k tomu dochází, když jsou hostitelské vlády nuceny půjčit si peníze od vlád jiných států nebo od zahraničních banek, aby mohli zaplatit deficit platební bilance. Poslední forma přílivu kapitálu nastane, když má hostitelská země vyšší úrokové sazby než odpovídající sazby zdrojových zemí. V tomto scénáři budou krátkodobé vklady často spadat do nástrojů bank a peněžního trhu hostitelské země.

## Odliv kapitálu
Související informace naleznete také v článku Odliv kaptálu
Odliv kapitálu (anglicky capital outflow) nebo také odliv peněz či odliv zisků je ekonomický pojem popisující přesun financí z prosperujícího státu.
Odliv kapitálu je považován za nežádoucí, protože je často výsledkem politické nebo ekonomické nestability. K úniku aktiv dochází, když zahraniční a domácí investoři odprodávají své podíly v konkrétní zemi kvůli vnímané slabosti v národní ekonomice a přesvědčení, že v zahraničí existují lepší příležitosti.